# Huanghuagang-Aufstand
Der Huanghuagang-Aufstand (chinesisch 黃花崗起義 / 黄花岗起义, Pinyin Huánghuāgǎng qǐyì, englisch Huanghuagang Uprising), der auch als der "3.29"-Aufstand von Guangzhou bekannt ist, wurde von Huang Xing angeführt und ist nach einem Hügel in Guangzhou (Kanton), Guangdong, China, benannt. Es war der letzte erfolglose Aufstand chinesischer Revolutionäre gegen die Qing-Dynastie vor dem Aufstand von Wuchang im gleichen Jahr (1911).
Am 13. November 1910 traf Sun Yat-sen mit einigen Männern, die das Rückgrat der Chinesischen Revolutionären Liga (Tongmenghui) bildeten – Zhao Shen, Huang Xing, Hu Hanmin und Deng Zeru – in Penang auf der Malaiischen Halbinsel zu einer Konferenz zusammen, um in Guangzhou (Kanton) eine entscheidende Schlacht gegen die Qing-Regierung in Angriff zu nehmen. 
Im Januar 1911 errichteten Huang Xing, Zhao Shen und Hu Hanming das Hauptquartier dieses Aufstandes in Hongkong. Ursprünglich planten sie den Beginn des Kampfes für den 13. April, aber das Datum wurde wegen einiger Vorbereitungsangelegenheiten verschoben.
Am 27. April 1911 begann der Aufstand nahe der Dienststelle von Zhang Mingqi, des Gouverneurs von Guangzhou. Die Revolutionäre hofften, ihn gefangen zu nehmen. Zhang jedoch kletterte über eine Mauer und entkam. Die Revolutionäre waren in ihrem verzweifelten Kampf in den Straßen bald der Qing-Armee unterlegen und der Aufstand endete in einem Desaster.
Nach dem Aufstand sammelten Mitglieder der Tongmenghui zweiundsiebzig Leichname und begruben sie zusammen im Norden der Stadt in Honghuagang. Später wurde Honghuagang in Huanghuagang umbenannt. Die Zahl der während dieses Aufstandes getöteten Revolutionäre betrug über hundert, aber gemäß der Tradition werden sie weiterhin die "Zweiundsiebzig Märtyrer von Huanghuagang" (黄花崗七十二烈士,  Huánghuāgǎng qīshí’èr lìeshì) genannt.
Die Grabstätte der 72 Märtyrer von Huanghuagang (黄花岗七十二烈士墓,  Huánghuāgǎng Qǐyì qīshí’èr lièshì mù, englisch Graveyard of the 72 Martyrs at Huanghuagang Hillock) steht seit 1961 auf der Liste der Denkmäler der Volksrepublik China (1-6).